# Medon brunneus
Medon brunneus är en skalbaggsart som först beskrevs av Wilhelm Ferdinand Erichson 1839.  Medon brunneus ingår i släktet Medon, och familjen kortvingar. Arten är reproducerande i Sverige.